# Juan Manuel Sánchez Gordillo
Juan Manuel Sánchez Gordillo (Marinaleda, 5 febbraio 1952) è un politico e sindacalista spagnolo andaluso, dirigente del Colectivo de Unidad de los Trabajadores - Bloque Andaluz de Izquierdas (CUT-BAI), Sindicato de Obreros del Campo (SOC) e Izquierda Unida (IU).

## Biografia
Strettamente legato al movimento nazionalista andaluso, la lucha jornalera (lotta dei lavoratori giornalieri) e la lotta operaia in generale, è sindaco di Marinaleda (Siviglia) a partire dalle prime elezioni democratiche successive al franchismo, tenutesi nel 1979. Come sindaco è autore di una serie di politiche di sinistra, come l'occupazione dei  terreni dei latifondisti per creare  posti di lavoro, politiche sociali, tra le quali occupa un posto speciale una politica urbanistica socialista che permette l'ottenimento di una casa a  partire da 15 euro al mese.
Nel 2008 venne eletto deputato del Parlamento dell'Andalusia con il partito Sinistra Unita, rappresentando la Provincia di Siviglia. È inoltre portavoce nazionale (massimo responsabile) del partito CUT-BAI, membro e fondatore di Sinistra Unita, membro del Comitato Esecutivo del SOC e membro del Consiglio Politico Federale del partito.
Combina la sua attività politica e sindacale con il suo lavoro come professore di Storia presso l'istituto di scuole superiori di Marinaleda.